# Nipponasellus
Nipponasellus és un gènere de crustacis isòpodes pertanyent a la família dels asèl·lids.

## Distribució geogràfica
Es troba al Japó.

## Taxonomia
- Nipponasellus aioii (Chappuis, 1955)
- Nipponasellus hubrichti (Matsumoto, 1956)
- Nipponasellus kagaensis (Matsumoto, 1958)
- Nipponasellus takefuensis (Matsumoto, 1961)
- Nipponasellus tonensis (Matsumoto, 1961)[5][6][7][8][9][10]